# Johann Sebastian Bach
|  | «Bach» redirigeix aquí. Vegeu-ne altres significats a «Bach (desambiguació)». |

  Johann Sebastian Bach    (Eisenach, 21 de març de 1685 (Julià) - Leipzig, 28 de juliol de 1750)
pronunciació alemanya: [ˈjoːhan zeˈbasti̯a(ː)n ˈbax]) fou un organista i compositor de música barroca, membre de la família de músics més extraordinària de la història, amb uns 120 músics.
La seva fecunda obra es considera el cim de la música barroca, i una de les màximes expressions de la música universal, no tan sols per la seva profunditat intel·lectual, la seva perfecció tècnica i la seva bellesa artística, sinó també per la síntesi dels diversos estils de la seva època, del passat i per la seva incomparable extensió. Bach és font d'inspiració per a compositors posteriors, des de Wolfgang Amadeus Mozart i Ludwig van Beethoven, passant per Johannes Brahms i Arnold Schönberg, fins als nostres temps.
Les seves obres estan entre les més destacades de la música clàssica. En destaquen més de dues-centes cantates d'església i unes vint de profanes, els Concerts de Brandenburg, El clavecí ben temprat, la Missa en si menor, la Passió segons sant Mateu, L'art de la fuga, l'Ofrena musical, les Variacions Goldberg i l'Oratori de Nadal, a més de nombroses obres vocals, orquestrals, obres per a orgue, clavecí i altres instruments.

## Biografia

### Infància

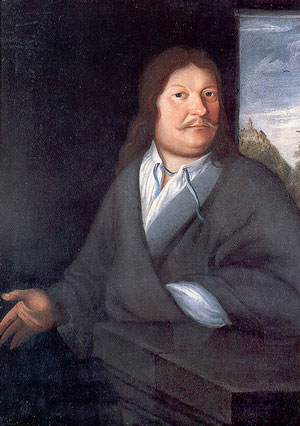
Imatge del pare, Johann Ambrosious Bach

Johann Sebastian Bach era el vuitè fill de Johann Ambrosius Bach, músic municipal, i Maria Elisabeth Lämmerhirt, família molt rica i que acumulava més de dos-cents anys de tradició musical.
Johann Sebastian Bach va pertànyer a una de les més destacades famílies musicals de tots els temps. Durant més de dos-cents anys la família Bach va produir bons intèrprets i compositors. En aquella època, l'Església luterana, el govern local i l'aristocràcia donaven una significativa aportació per a la formació de músics professionals, particularment en els electorats orientals de Turíngia i Saxònia. El pare de Johann Sebastian, Johann Ambrosius Bach, era un talentós violinista i trompetista a Eisenach, una ciutat amb prop de 6.000 habitants a Turíngia. Els oncles de Johann Sebastian eren tots músics professionals, des d'organistes i músics de cambra de la cort fins a compositors. Bach era conscient dels èxits musicals de la seva família, i cap a 1735 va esbossar una genealogia, Ursprung der musikalisch-Bachischen Familie (Origen de la família musical Bach), buscant la història de les generacions dels reeixits músics de la seva família.
El seu pare va ser qui probablement li va ensenyar a tocar el violí i els fonaments de la teoria musical. Els seus oncles eren tots músics professionals, els càrrecs incloïen organistes d'església, músics de cambra de la cort i compositors. El seu oncle Johann Christoph Bach el va introduir en la pràctica de l'orgue. La mare de Bach va morir el 1694, i el seu pare, vuit mesos després. Per aquest motiu, orfe a deu anys, anà a viure amb el seu germà Johann Christoph, organista a la ciutat d'Ohrdruf, on seguí la seva educació, tant acadèmica com musical. Allà, va estudiar, interpretar i copiar música, incloent-hi la del seu mateix germà, tot i estar prohibit fer-ho perquè les partitures eren molt valuoses i privades i el paper d'aquest tipus era costós. Va rebre valuosos ensenyaments del seu germà, el qual el va instruir en la tècnica del clavicordi. Johann Christoph el posà en contacte amb les obres dels grans compositors del sud contemporanis, com Johann Jakob Froberger i especialment amb Johann Pachelbel, que coneixia i amb qui havia estudiat; i també amb compositors del nord d'Alemanya, francesos (Jean-Baptiste Lully, Louis Marchand, Marin Marais), i el gran clavecinista italià Girolamo Frescobaldi.
El 1700, a l'edat de 14 anys, Bach, juntament amb el seu vell amic de l'escola George Erdmann, obtingué una beca per estudiar a l'Escola de sant Miquel de Lüneburg (Baixa Saxònia), no lluny del port marítim d'Hamburg, una de les ciutats més grans del Sacre Imperi Romanogermànic. Lüneburg estava a 340 km de distància, recorregut que Bach va fer a peu; allà, fou acceptat, cantà al cor alhora que completava els estudis. Bach estudià a fons les obres dels grans mestres alemanys, entre d'altres Schultz, Pachelbel, Froberger i Buxtehude, i també conegué personalment l'organista Georg Böhm. En aquells anys, sembla que Bach viatjà a Hamburg per poder conèixer i escoltar el gran organista Reincken. A Lüneburg, a més de cantar en el cor de la capella, és probable que toqués el gran orgue de l'església i diversos clavecins. D'acord amb el context en què s'educava, havia d'aprendre quelcom de francès i italià, i rebre una base sòlida en teologia, llatí, història, geografia i física. També s'hauria posat en contacte amb els fills dels nobles del nord d'Alemanya que eren enviats a l'escola de manera molt selectiva per preparar-se per la diplomàcia, el govern i la carrera militar.

### D'Arnstadt a Weimar (1703-08)

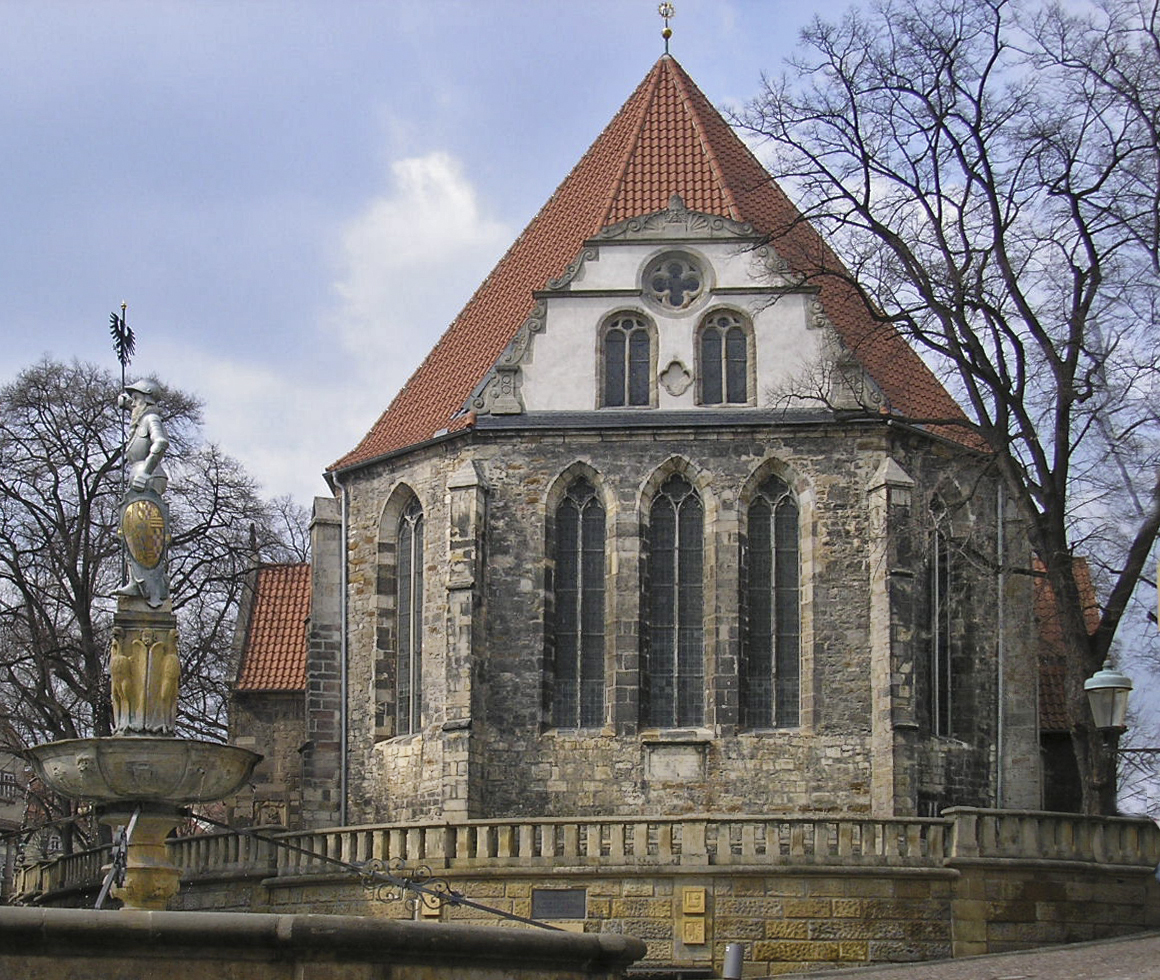
Església de Sant Bonifaci d'Arnstadt, on Bach va escriure les seves primeres obres

Després d'intentar sense èxit esdevenir organista a Sangerhausen (Saxònia-Anhalt), Bach entra com a violinista a l'orquestra de la cort ducal de Joan Ernest III a Weimar (Turíngia). No és clar quin era el seu paper allà, però sembla que incloïa tasques domèstiques no musicals. Durant els seus set mesos de servei a Weimar, la seva reputació com a teclista es va estendre tant que va ser convidat a inspeccionar el flamant orgue de St. Bonifatius-Kirche (posteriorment Bachkirche, església de Bach) de la propera ciutat d'Arnstadt, a 40 quilòmetres al sud-est de Weimar, i a fer el concert inaugural.
El 14 d'agost de 1703 és nomenat organista de l'església Nova d'Arnstadt, on escriu les seves primeres obres de consideració, a més d'encarregar-se de la formació musical dels cantants i músics municipals. A Arnstadt les obligacions eren lleugeres, el salari relativament generós i l'orgue era bo i nou, afinat d'acord amb un sistema nou que permetia que s'utilitzés un nombre més gran de tecles. En aquesta època, Bach estava emprenent la composició seriosa de preludis per a orgue; aquestes obres, inscrites en la tradició del Nord d'Alemanya de preludis virtuosos i improvisadors, ja mostraven un estricte control dels motius (en elles, una idea musical senzilla i breu s'explora en les seves conseqüències a través de tot un moviment). No obstant això, en aquestes obres el compositor encara no havia desenvolupat plenament la seva capacitat d'organització a gran escala i la seva tècnica contrapuntística, on dues o més melodies interactuen simultàniament.
Les relacions amb les autoritats d'Arnstadt, però, es deterioraren arran d'un llarg viatge a Lübeck per escoltar l'organista Buxtehude, un dels més famosos organistes de l'època. També se li retreu que una dona (la seva cosina Maria Barbara) canti a l'església, cosa prohibida en aquell temps. A aquests malentesos, s'hi afegiren disputes amb els alumnes. Johann Sebastian estava insatisfet també amb el nivell dels cantants del cor. Aquest episodi ben conegut de la vida de Bach implica que va haver de caminar uns 400 quilòmetres d'anada i altres tants de tornada a peu per passar un temps amb l'home a qui possiblement considerava com la figura màxima entre els organistes alemanys. El viatge va reforçar la influència de l'estil de Buxtehude com a fonament de l'obra primerenca de Bach, i el fet que s'allargués la seva visita durant diversos mesos suggereix que el temps que va passar amb l'ancià va tenir un alt valor per al seu art. Johann Sebastian volia convertir-se en amanuense (assistent o successor) de Buxtehude, però no va voler casar-se amb la seva filla, que era la condició per al seu nomenament.

Llocs en els quals Bach va viure

Bach decidí acceptar l'any 1707 una interessant oferta provinent de l'església de Sant Blai de Mühlhausen, vacant des de la mort de l'organista J. G. Ahle. El lloc, amb paga i condicions significativament superiors, incloïa també un bon cor. Al cap de quatre mesos d'haver arribat a Mühlhausen, el 17 d'octubre de 1707, amb 23 anys es va casar amb Maria Barbara, la seva cosina en segon grau que cantava al cor, amb qui tindria set fills, dels quals quatre van arribar a l'edat adulta. Dos d'ells —Wilhelm Friedemann Bach i Carl Philipp Emanuel Bach— van arribar a ser compositors importants en l'ornamentat estil Rococó que va seguir al Barroc.
L'ambient que Bach hi trobà era trist, ja que la ciutat havia patit recentment un greu incendi. Tot i això, l'església i l'ajuntament de la ciutat devien estar orgullosos del seu nou director musical, ja que de bona gana van acceptar les exigències de Bach i van invertir una gran suma en la renovació de l'orgue de l'església de Sant Blai, i els va agradar tant l'elaborada cantata festiva que Bach va escriure per a la inauguració del nou consell de la ciutat en 1708 —Gott ist mein König, BWV 71, clarament amb l'estil de Buxtehude— que van pagar complaguts la publicació de l'obra, i en dues ocasions, en anys posteriors, el compositor va haver de tornar per dirigir-la. És una de les poquíssimes obres que Bach va veure editades al llarg de la seva vida. A part d'aquesta, els experts també situen en aquesta ciutat la composició de les primeres cantates religioses de Bach: BWV 4, 106, 131, 150.

### Weimar (1708-17)

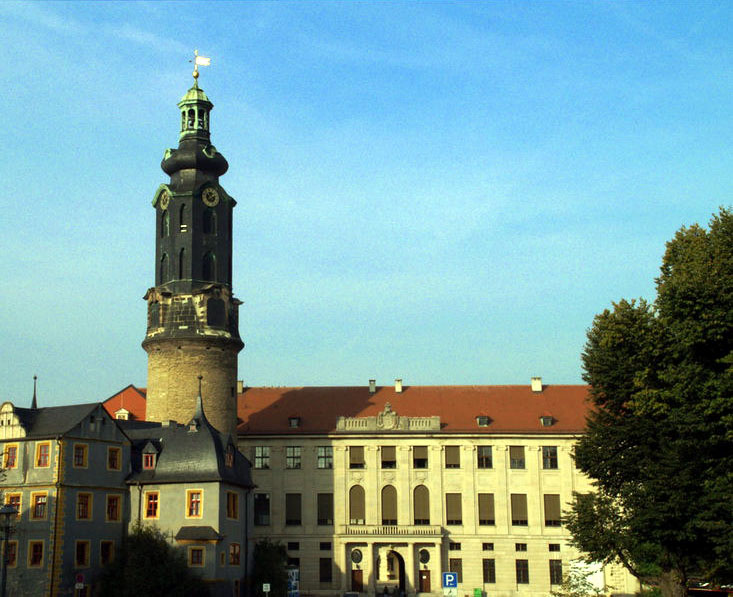
Palau ducal de Saxònia-Weimar

Nou mesos després del seu nomenament a Mühlhausen, Bach dimiteix com a organista de Sant Blai en rebre una important oferta per tornar a Weimar, però aquesta vegada serà per la porta gran. Bach ha acceptat el càrrec d'organista de la cort del duc Guillem Ernest de Saxònia-Weimar. Bach es va traslladar amb la seva família a un apartament molt proper al palau ducal. Un excel·lent salari i la possibilitat de treballar amb músics professionals van ser segurament motiu suficient per deixar el seu lloc a Mühlhausen. Les autoritats de Mühlhausen no hi posen traves, i demanen a Bach que hi torni quan el nou orgue estigui acabat. Les relacions entre Bach i Mühlhausen continuaran essent cordials durant molts anys. El 1708 neix, ja a Weimar, Catharina Dorothea, la primera filla de Bach i Maria Barbara, i es va unir a ells la germana gran i soltera de Maria Barbara. Va romandre amb ells ajudant en les tasques domèstiques fins a la seva mort el 1729.
A Weimar, seguint els gustos del duc Johann Ernst, que havia estat al seu torn un avesat músic i admirador de la música italiana, Bach entra en contacte amb les tendències musicals europees. Descobreix les obres de mestres de Vivaldi, Corelli, Albinoni, Couperin o el seu contemporani Händel. Bach realitza transcripcions al clavecí i a l'orgue d'obres d'aquests compositors, com el Concert per a quatre clavecins en la menor, BWV 1065, transcripció literal del Concert núm. 10 en si menor, RV 580, de L'estro armonico, op. 3, d'Antonio Vivaldi. Gràcies als nous coneixements, aprèn a escriure obertures dramàtiques, i assimila el seu dinamisme i emotivitat harmònica, i aplica aquestes qualitats a les seves pròpies composicions, que al seu torn eren interpretades pel conjunt musical del duc Wilhelm Ernst. Bach es va sentir atret especialment per l'estil italià en què un o més instruments solistes alternen secció per secció amb l'orquestra completa a través d'un moviment.

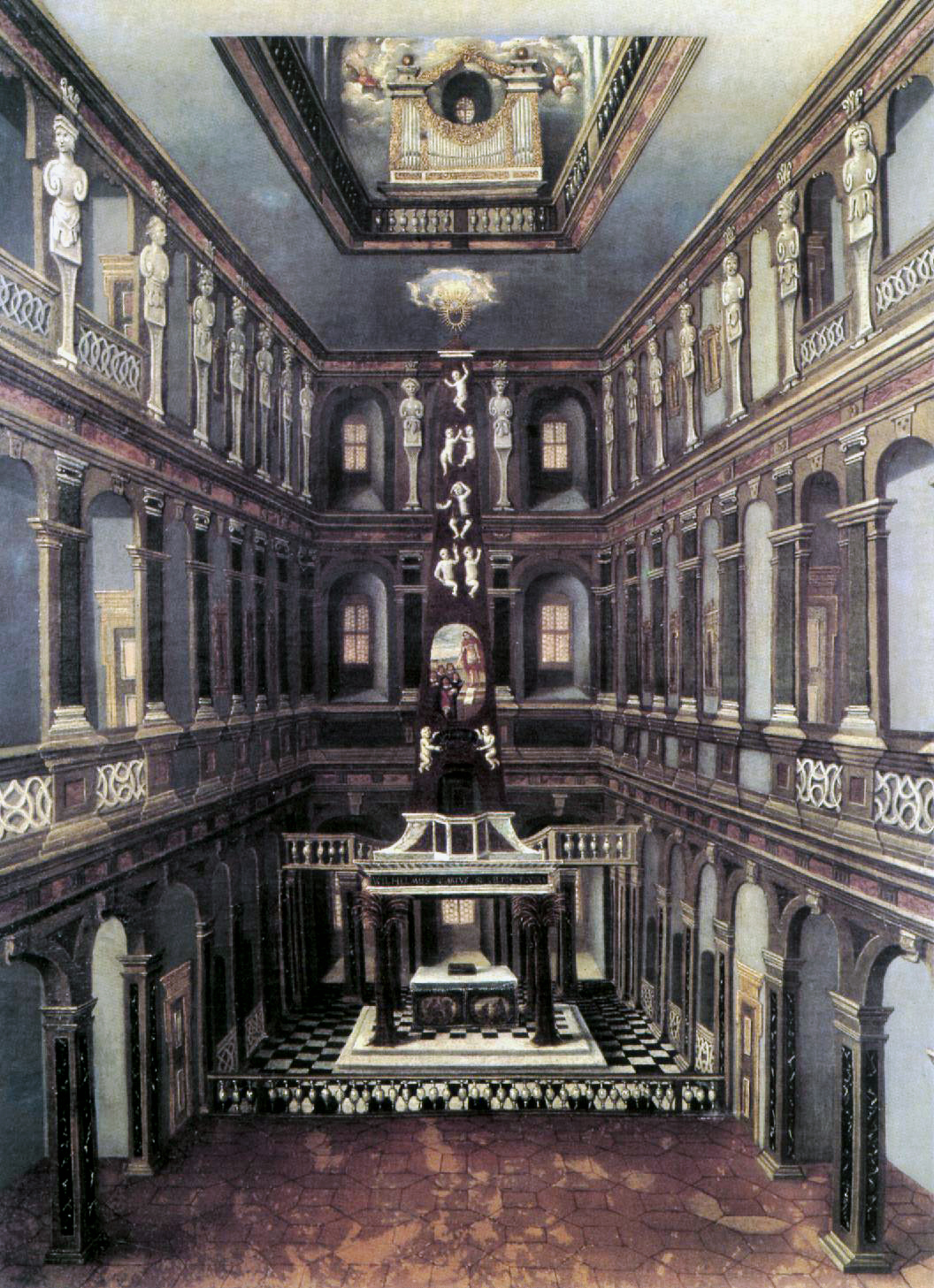
Església del castell de Weimar l'any 1660. Amb l'orgue que apareix a dalt, Bach va compondre entre 1708 i 1717 gran part de la seva obra organística

El 1710 neix Wilhelm Friedemann, primer fill de Bach i també compositor cèlebre. Fou el fill predilecte de son pare.
Va continuar tocant i component per a orgue i interpretant música de concert amb el conjunt del duc. També va començar a compondre preludis i fugues, posteriorment recopilats en la seva obra monumental El clavecí ben temperat (Das Wohltemperierte Klavier), imprès per primera vegada el 1801, que consta de dos llibres compilats el 1722 i el 1744, cadascun dels quals conté un preludi i fuga en cada tonalitat major i menor. En l'ambient familiar va començar a escriure l'obra Orgelbüchlein (Petit llibre per a orgue) per al seu fill gran Wilhelm Friedemann, obra didàctica que va deixar inconclusa. Contenia corals tradicionals luteranes arranjades en elaboracions complexes, per formar organistes.
Tres anys més tard, es produeixen unes negociacions que resultaran fallides a l'últim moment, entre Bach i les autoritats de Halle, ciutat natal de Händel, per tal d'esdevenir-ne organista. Bach havia aconsellat a les autoritats durant la renovació de Christoph Cuntzius de l'orgue principal de la galeria oest de la Marktkirche Unser Lieben Frauen. Johann Kuhnau i Bach van tornar a tocar quan es va inaugurar el 1716. Els musicòlegs debaten si la seva primera cantata Christen, ätzet diesen Tag, BWV 63, va ser estrenada aquí el 1713, o si va ser interpretada pel bicentenari de la Reforma Protestant el 1717.
El 2 de març de 1714, és ascendit al càrrec de konzertmeister de la cort, amb la qual cosa la seva tasca es desvia preferentment cap a la música instrumental. Començarà a escriure el seu primer cicle de cantates, una cada mes. Entre d'altres, s'han conservat les BWV 182, 12, 172, 18, 21, 54 i 185.
Sis dies després, el 8 de març, neix Carl Philipp Emanuel, futur compositor i segurament el més bon músic dels fills de Bach i el més famós.
L'1 de desembre de 1716 mor el mestre de capella Samuel Drese. Bach està segur de ser-ne el successor, però, inexplicablement, el duc Guillem Ernest es decideix pel fill del desaparegut Drese, Johann Wilhelm, músic de molta menys vàlua que Bach.

### Köthen (1717-23)

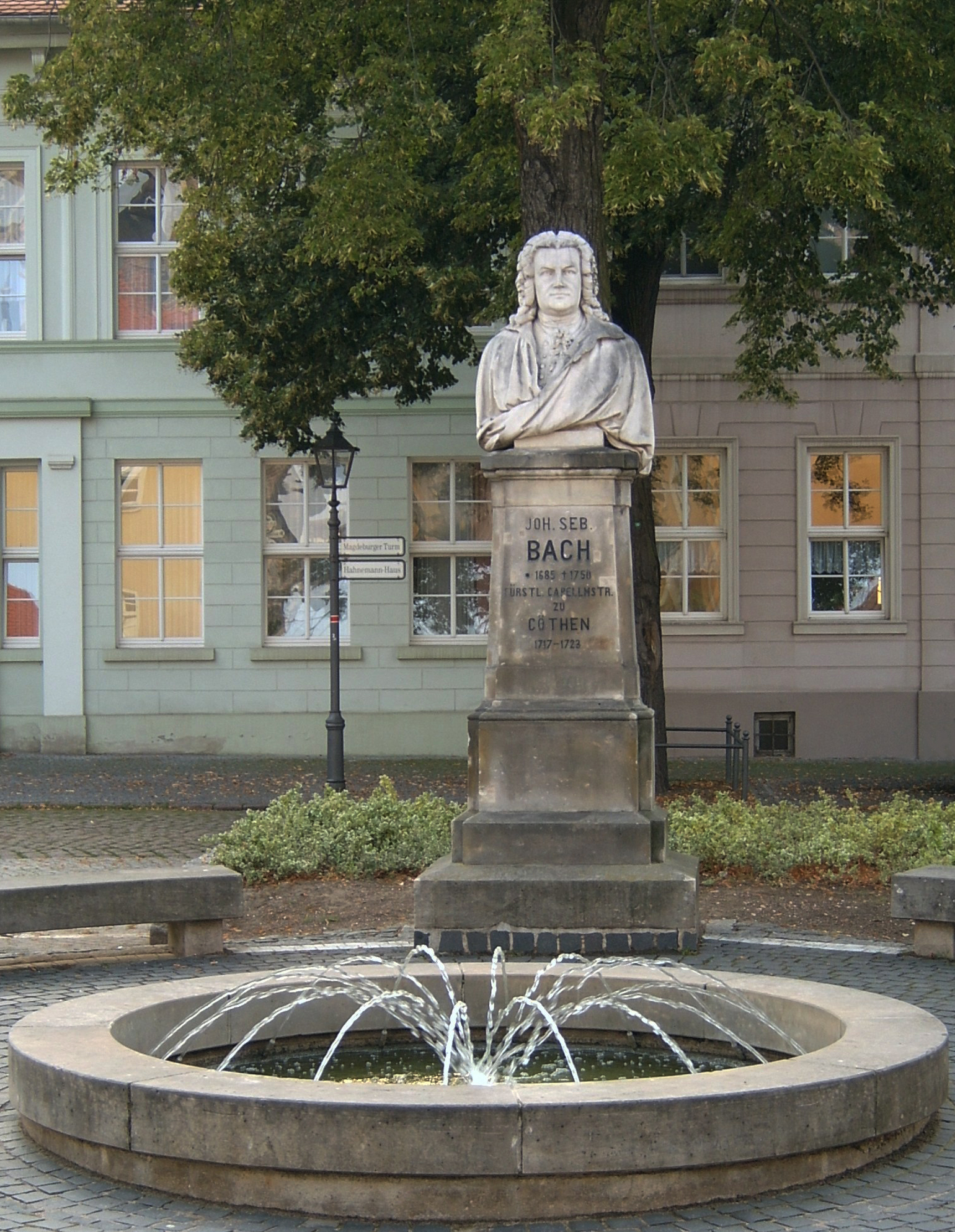
Estàtua amb el bust de Bach a Köthen

Frustrat i descontent amb el duc Guillem Ernest, el 1717 rep una oferta del príncep Leopold d'Anhalt-Köthen, petit principat situat a uns 100 km de Weimar, per tal d'esdevenir mestre de capella de la seva petita cort i Bach l'accepta immediatament. L'oposició del duc de Weimar a la seva marxa ocasiona l'empresonament de Bach durant durant tres setmanes (del 6 de novembre al 2 de desembre) sense donar mostres de penediment. Finalment, el duc Guillem Ernest l'autoritza a marxar cap a Köthen.
En el transcurs d'un viatge a Dresden d'aquell mateix any, es produeix la famosa anècdota del concurs amb el cèlebre organista francès Louis Marchand. Bach va ser convidat a enfrontar-se amb Marchand per veure qui era més bon organista. S'explica que Marchand, en sentir el seu rival mentre assajava la nit abans del concurs, va quedar tan impressionat que aquella mateixa nit va marxar de Dresden a correcuita per no quedar en ridícul al concurs de l'endemà. Aquest episodi ja fou publicat en vida del compositor i a finals del segle xviii ja s'havia convertit en una de les anècdotes musicals més populars de les que circulaven per Alemanya. Aquest fet va portar molta fama a Bach, però sempre fou explicat per terceres persones i Bach no se'n vanaglorià mai.

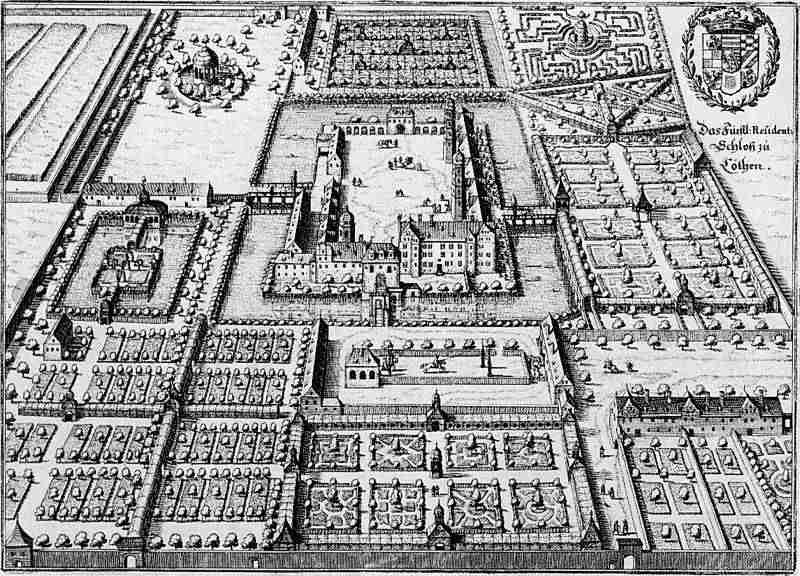
La residència de la cort Cöthen en un gravat del 1650

A Köthen, Bach va rebre de seguida el què se li havia negat a Weimar, el títol de kapellmeister i director de la música de cambra i, per tant, tenia el control de tota la música de la cort. Leopold, que també era un expert violinista, apreciava el seu talent, li pagava bé i li va donar un temps considerable per compondre i tocar. També va donar a Bach totes les facilitats perquè experimentés amb la seva orquestra. Tanmateix, el príncep era calvinista i no solia usar música elaborada en les seves misses; per aquesta raó, la majoria de les obres de Bach d'aquest període van ser profanes. Com a exemple hi ha les Suites per a orquestra, les sis Suites per a violoncel sol, les Sonates i partites per a violí sol, els Concerts de Brandenburg i la primera part d'El clavecí ben temprat. També va compondre cantates profanes per a la cort, com Die Zeit, die Tag und Jahre macht, BWV 134a. Bach surt freqüentment de Köthen acompanyant Leopold en les seves estades al balneari de Karlsbad, on l'orquestra de Köthen interpreta la seva música.
Tot i haver nascut en el mateix any i d'estar separats únicament per uns 130 quilòmetres, Bach i Händel no es van conèixer mai. El 1719, Bach va fer un viatge d'uns trenta quilòmetres des de Köthen fins a Halle amb la intenció de conèixer Händel, però aquest havia abandonat recentment la ciutat. El 1730, Friedmann, el fill de Johann Sebastian, va viatjar a Halle per convidar Händel a visitar la família Bach a Leipzig; però aquesta visita mai va tenir lloc. La seva dona, Ana Magdalena, va explicar com li encantava al seu marit transcriure durant hores les partitures de Händel i com parlava sempre d'ell i de la seva música amb veritable devoció.
Bach restà nou anys al servei del príncep Leopold. Segons el mateix Johann Sebastian, foren els més feliços de la seva vida. Mentre Bach estava de viatge amb el príncep Leopold a Karlovy Vary, la tragèdia va arribar a la seva vida: la seva esposa, Maria Barbara, va morir sobtadament. Alguns especialistes assenyalen que en memòria d'ella va compondre la Partita per a violí sol núm. 2, BWV 1004, especialment, la seva última secció, la Ciaconne.
Al cap de poc, el 3 de desembre de 1721, Bach es va tornar a casar amb la filla d'un trompetista de Weissenfels, Anna Magdalena, excel·lent esposa i cantant. Tot i la diferència d'edat -ella tenia 17 anys menys- van tenir un matrimoni estable. Anna Magdalena va tenir cura dels quatre fills que encara sobrevivien de la primera esposa de Bach i li donà tretze fills més, sis dels quals van aconseguir l'edat adulta: Gottfried Heinrich, Johann Christoph Friedrich i Johann Christian, que van arribar a ser músics destacats; Elisabeth Juliane Friederica (1726-1781), que es va casar amb l'alumne del seu pare Johann Christoph Altnickol; Johanna Carolina (1737-1781); i Regina Susanna (1742-1809).

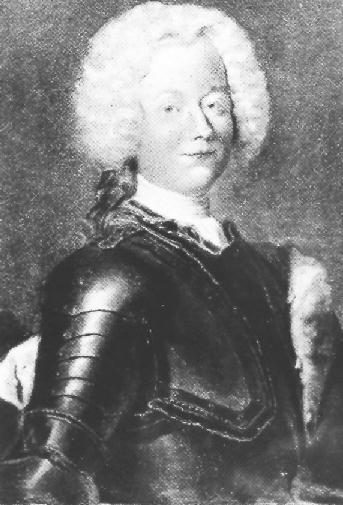
Leopold d'Anhalt-Köthen

En realitat, Bach no estava del tot content a la cort, malgrat les extraordinàries mostres d'afecte i estima que li prodigava el príncep. Hi havia una raó fonamental: Bach, per la seva profunda religiositat, per la seva formació i potser pel seu mateix temperament, era, i se sentia, músic d'església. Una cosa essencial li faltava, doncs, a Köthen, on la música religiosa era pràcticament inexistent. Al cap i a la fi, el seu ofici era ser organista, a part del desitjable que per a un home com Bach havia de ser sortir d'una petita cort de província i anar-se'n en un dels principals focus d'activitat musical.
Entretant va succeir l'inesperat: la jove esposa del príncep Leopold, la seva cosina Frederica Enriqueta d'Anhalt-Bernburg, era indiferent, si no enemiga, de la música i a les altres formes de cultura. I no va ser això la cosa pitjor, sinó que, per incomprensible que pugui semblar, va atreure a la seva manera de pensar el seu espòs, i el fins llavors apassionat melòman príncep Leopold va començar a deixar d'assistir als concerts i d'interessar-se pels seus músics, inclosos el kapellmeister. A més, Leopold havia d'aportar cada vegada més diners a l'exèrcit prussià, deixant-lo amb menys per a la música.

### Leipzig (1723-50)
L'any 1723, es van convocar unes oposicions per al càrrec de kantor a l'església de Sant Tomàs, a Leipzig. Bach, després de molts dubtes, s'hi va presentar. A la primera convocatòria es van presentar set aspirants, entre ells Telemann, que va ser elegit (11 d'agost). Però Telemann, que llavors ocupava el prestigiós lloc de director general de la música d'Hamburg, sembla que el que realment pretenia amb aquesta jugada era forçar les autoritats d'Hamburg que li augmentessin el sou, i quan ho va aconseguir va renunciar al càrrec. Això va obligar les autoritats de Leipzig a fer una nova convocatòria. L'elecció va presentar grans dificultats, perquè, per una part, els consellers de l'Ajuntament no acabaven de posar-se d'acord sobre quin dels aspirants era el més idoni, i, per una altra, alguns dels candidats es mostraven refractaris a ensenyar música als alumnes de l'internat. De fet, aquest va ser el verdader cavall de batalla de totes les dificultats que anaven a sorgir.

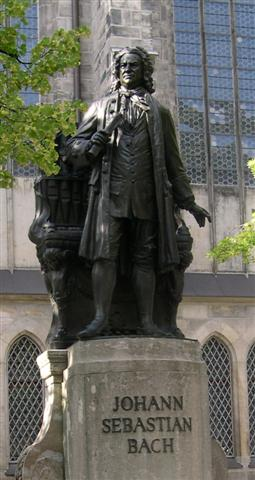
Estàtua de Bach a Leipzig

Aquest lloc final, que va mantenir durant vint-i-set anys fins a la seva mort, el va posar en contacte amb les maquinacions polítiques del seu ocupador, l'Ajuntament de Leipzig, dins del qual hi havia dues faccions: els absolutistes, lleials al monarca saxó a Dresden, August II de Polònia anomenat el Fort, i la facció de la ciutat estat, que representava els interessos de la classe mercantil, els gremis i els aristòcrates menors. Bach va ser contractat pels monàrquics, en particular per l'alcalde d'aquella època, Gottlieb Lange, un advocat jove que havia servit a la cort de Dresden. Coincidint amb el nomenament de Bach, a la facció de la ciutat estat se li va atorgar la direcció de la Thomasschule, i Bach va ser requerit per a diversos compromisos pel que fa a les seves condicions de treball.
Els deures de Bach com a kantor eren de dues menes: ensenyar els alumnes de la Thomasschule i compondre i dirigir la música a les esglésies de Sant Tomàs i Sant Nicolau. Pel que fa als drets, cal tenir present que, teòricament, Bach va descendir de categoria en passar de kapellmeister (grau suprem en l'organització musical de l'Alemanya del seu temps) a kantor; però, en realitat, considerant el conjunt de circumstàncies, potser va sortir guanyant. I així sembla que ho va comprendre ell quan, després de molts dubtes, es va decidir a fer el pas.

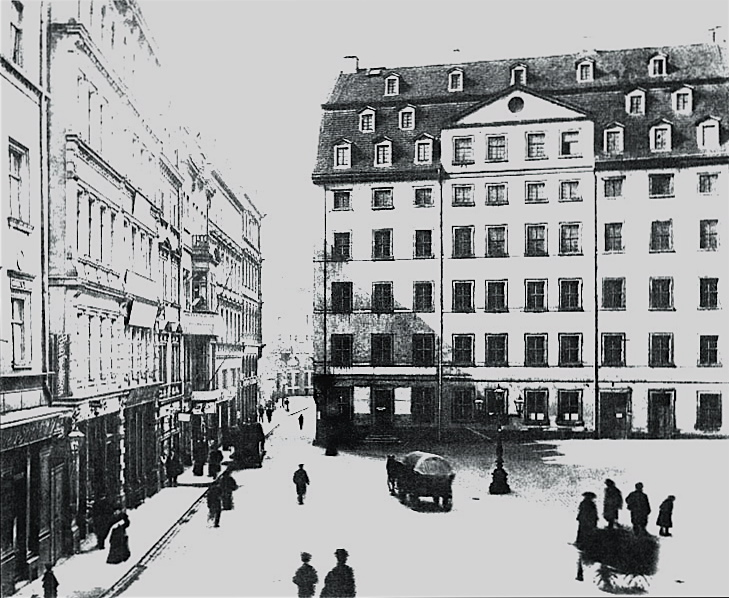
L'apartament de Bach a la Thomasschule

El 22 de maig de 1723 es trasllada a viure a aquesta ciutat, on restarà fins al final de la seva vida. A Leipzig, Bach va tenir força problemes, ja que era un home tremendament exigent i creia que les autoritats no feien tot el que calia perquè la música de les esglésies de la ciutat fos de la millor qualitat possible. Sovintejaren els conflictes amb els altres rectors de l'escola i al Consell Municipal començaren a arribar contínues cartes de protesta enviades per Bach. El 23 d'agost de 1730, Bach va trametre al Consistori un informe sobre les «necessitats per a la bona organització i funcionament de la música a Leipzig». En aquest informe, Bach es queixava amargament de la (segons ell) desemparada situació en què es trobava la música a Leipzig, per culpa del desinterès de les autoritats. Hi exposava els problemes que feien tan difícil la seva feina i suggeria les possibles solucions. Malgrat la irritació que aquest memoràndum causà entre els membres del Consell, el juliol de 1731 va ser nomenat un nou rector per a l'escola de Sant Tomàs: es tractava de Johann Mathias Gesner, eminent erudit i amic de joventut de Bach. Durant un temps, la situació de Bach millorà ostensiblement gràcies a la complicitat i la comprensió de Gesner. Però, el 1734, Gesner marxà a Göttingen i el seu successor, Ernesti, reedità els conflictes amb Bach.
Aquest decidí obtenir la protecció del rei de Saxònia i sol·licità repetidament el títol de compositor de la cort. Per a congraciar-se amb el sobirà, Bach envià a Dresden alguns fragments de la gran Missa en si menor. Finalment, el 19 de novembre de 1736 arribà a Leipzig, signat pel rei August el Fort, el tan anhelat nomenament de hofkomponist. Es tractava d'un títol merament honorífic, però que implicava la protecció reial sobre Bach. Les autoritats de Leipzig, per tant, foren, a partir d'aquell moment, més prudents a l'hora de recriminar la seva feina.
Bach es va dedicar amb major llibertat a la composició, sobretot des que, l'abril de 1729, va assumir la direcció del Collegium Musicum, la qual cosa li va donar l'oportunitat de disposar d'un notable conjunt instrumental que feia un o dos concerts setmanals i per al qual va revisar i va adaptar la música instrumental que havia compost a Köthen, a part de la d'altres autors.
El càrrec de Kantor obligà Bach a treballar molt, ara dedicant-se a la música religiosa i vocal. Va escriure sense parar en els seus primers anys: sobretot cantates, que s'interpretaven setmanalment a les esglésies de Leipzig. La composició frenètica de cantates cessà cap al 1728, quan Bach ja disposava de 5 cicles complets que se succeirien any rere any. A Leipzig, Bach també escriurà obres colossals com la Passió segons Sant Mateu (1727, 1a versió), la Passió segons Sant Joan o la Missa en si menor i nombroses obres per a teclat (El clavecí ben temprat, 2a part) o estudis de contrapunt (L'art de la fuga).

### Darrers anys: reconeixement i ocàs
Totes aquestes dificultats van amargar profundament el músic i van fer que cada vegada s'aïllés més de tot i de tots. El 1737, va arribar a renunciar a la direcció del Collegium Musicum. No obstant això, va tenir satisfaccions també grans. Eren molt nombrosos els músics que anaven a visitar-lo, per a qui les portes de casa seva estaven sempre obertes i la seva taula preparada.
El 1736, el rei de Polònia i elector de Saxònia el va nomenar el seu compositor de cort.
Amb aquesta ocasió, va viatjar a Dresden per oferir a la cort un concert amb el nou orgue de la Frauenkirche, que va deixar admirats tots, en particular el comte de Kayserling, ambaixador rus, a petició del qual va escriure més tard les Variacions Goldberg, per a Johann Gottlieb Goldberg (1727-56), protegit de Kayserling. També va tenir repetides invitacions de ciutats per inspeccionar o inaugurar orgues, de nobles, prínceps i reis que volien sentir-lo.

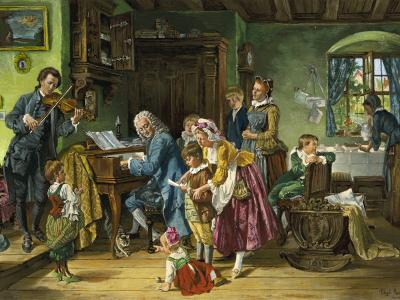
Retrat de la família Bach

Entre aquestes, destaca la visita a Frederic el Gran a Berlín el maig de 1747. Bach havia estat ja a Berlín altres vegades. El 1741, per exemple, havia acudit a aquesta ciutat per visitar el seu fill Carl Philipp Emanuel, que el 1738 havia estat nomenat clavicembalista del príncep hereu Frederic de Prússia (el futur Frederic el Gran). Però, aquesta vegada el viatge va ser diferent: Bach va ser objecte dels honors més grans, i la mateixa tarda de la seva arribada va haver d'improvisar una fuga sobre un tema que li va donar el rei i que després, elaborat de molt diverses formes, va constituir la base de l'Ofrena musical, que Bach va publicar aquell
mateix any i que va dedicar al seu insigne admirador.
Però, per damunt de tot, estaven les alegries que Bach trobava a la seva pròpia casa, en la seva família. En primer lloc, la seva esposa, Anna Magdalena, que sentia verdadera adoració per ell. Després els fills, que van ser molts. Anna Magdalena es va mostrar tan prolífica com Maria Barbara: al principi de la seva estada a Leipzig va donar a llum un fill per any. Bach, doncs, es refugiava cada vegada més en la seva família i en la composició. A casa seva es feia molta música, sobretot a mesura que els fills creixien i es feien capaços d'unir-se al seu pare i germans més grans.

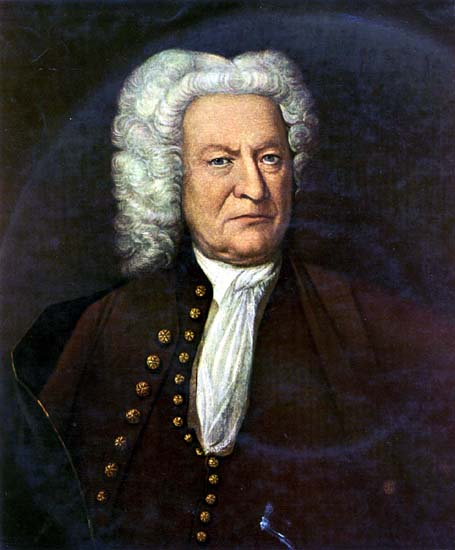
Retrat de Bach al voltant de 1750

Bach no solament va viure a Leipzig la meitat de la seva vida creadora, sinó que hi va produir el millor de la seva obra. La part fonamental, la constitueix la música religiosa, sobretot les cantates. Teòricament, Bach havia de compondre una cantata cada diumenge, llevat d'aquells pocs en els quals no hi havia música.
A mesura que avançaven els anys, Bach s'anava quedant sol, musicalment parlant. Durant els dos últims decennis de la seva vida, el gust musical havia començat a experimentar canvis profunds, als quals Bach es va mostrar insensible, mantenint-se fidel a si mateix. Els seguidors i detractors s'anivellaven. El súmmum de la incomprensió, l'ofensa més gran que Bach podia rebre, es va donar quan Johann Gottlob Harrer (1703-55) va pretendre, un any abans de la mort de Bach, que aquest renunciés al lloc de Kantor per a assumir-lo ell. I hi ha bones raons per a pensar que el Consell de Leipzig hi estava d'acord i que va fer pressions sobre Bach perquè dimitís. Cosa que no va fer, naturalment.

### Ceguesa i mort
Els últims anys de la seva vida es van veure entristits per un altre fet totalment diferent: una progressiva pèrdua de la vista. I si els disgustos i incomprensions l'havien obligat a tancar-se cada vegada més en si mateix i en les seves composicions, la ceguesa va acabar de complementar aquest procés d'aïllament cap a un món interior.
John Taylor, de qui explicaven meravelles, passava una temporada a Leipzig. Bach, al principi, es va resistir a deixar-se operar, però al final hi va accedir. Desgraciadament, en treure's les benes uns dies després de l'operació, Bach hi veia menys que abans; Taylor va dir que s'imposava una segona operació, que el músic va suportar. El resultat va ser pitjor encara: va quedar cec. A més, el van tractar amb medicines d'efectes dolorosos i amb sagnies que van debilitar la seva fins llavors robusta salut.
Els seus últims moments estan descrits amb tot detall pel millor testimoni que podríem desitjar: la seva esposa. La narració comença l'endemà que Bach dictés l'última melodia al seu deixeble Johann Christoph Altnickol:
| « | No sé quant de temps vaig romandre així, amb una sensació barrejada d'aflicció i de glòria. Al cap d'una estona, vaig sentir la seva veu apagada que em cridava: "Magdalena, estimada, acosta't!" En sentir el to tremolós de la seva veu, vaig sentir com si m'hagués travessat una fletxa. Christoph [Altkinol] havia sortit i em vaig precipitar sobre el seu llit. Amb els ulls molt oberts mirava cap a mi i em veia! Els seus ulls, apagats per l'esforç i el dolor, s'havien tornat a obrir i tenien una brillantor dolorosa! Fou l'últim regal que li va fer Déu: tornar-li la vista poc abans del seu final. Va tornar a veure el sol, va veure els seus fills i em va veure a mi i al net que li donà Lieschen i que portava el seu nom. Jo li vaig apropar una magnífica rosa vermella i la seva mirada es va posar en el brillant color: "Magdalena" va dir, "on ara vaig veuré colors més bonics i sentiré la música que fins ara només hem pogut somiar. I els meus ulls veuran el Senyor!" Estava immòbil, tenia la meva mà en la seva i semblava estar veient la imatge amb què havia somiat tota la seva vida, la de l'Altíssim, al qual havia servit amb la seva música. Però, cada vegada es veia més clar que s'apropava el seu final. "Toqueu una mica de música!", va dir, mentre ens agenollàvem al costat del llit. "Canteu-me una bonica cançó sobre la mort, que ha arribat la meva hora." Jo vaig vacil·lar un instant, no sabent quina música escollir per a aquelles orelles que aviat sentirien la música celeste. Però Déu em va inspirar i vaig començar a cantar el coral Tots els homes han de morir, per al qual havia escrit ell un preludi en el meu quadernet d'orgue. Els altres em van seguir i cantàvem a quatre veus. Mentre cantàvem, es va escampar una expressió de pau pel rostre de Sebastian. Semblava que s'havia allunyat de les misèries d'aquest món. Un dimarts a la tarda, a un quart de nou del 28 de juliol de 1750, es va morir. Tenia seixanta-cinc anys. El divendres al matí l'enterrem al cementiri de Sant Joan de Leipzig. Des del púlpit, el pastor va pronunciar aquestes paraules: "S'ha adormit dolçament en el Senyor el molt intel·ligent i molt honorable Johann Sebastian Bach, compositor de Sa Majestat el rei de Polònia i del príncep elector de Saxònia, mestre de capella del príncep d'Anhalt-Köthen i Kantor de l'Escola de Sant Tomàs. Seguint el costum cristià, ha estat enterrat el seu inanimat cos." Però, amb molta més intensitat que les paraules del pastor, sentia al meu cor el coral que Sebastian havia escrit al seu llit de mort: “Davant del teu tron em presento”. | » |

## Obres

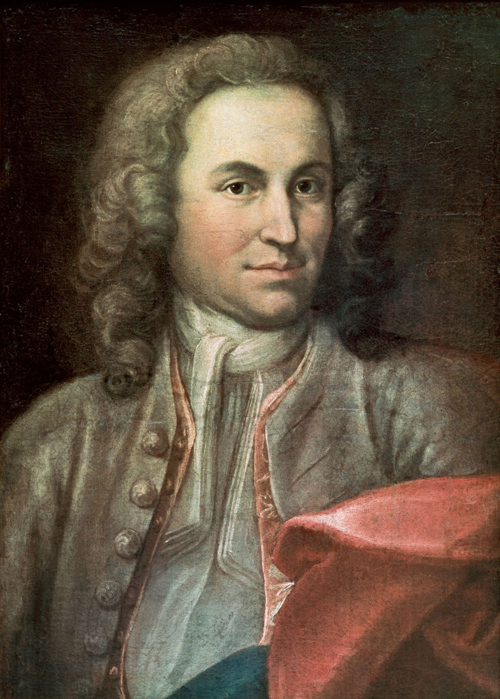
Bach, el 1715

En total, la seva producció és vastíssima: més de 260 cantates (conservades unes 200), passions, oratoris, magníficats, una vintena de concerts, nombroses obres per a clavecí, una de les quals la va dedicar a la seva muller (L'àlbum d'Anna Magdalena Bach) a més de nombroses sonates, suites, diverses misses, estudis de contrapunt com l'Ofrena musical i l'Art de la fuga, i moltes obres més.
Bach, que tenia un coneixement profund de totes les músiques anteriors a ell, va esgotar totes les possibilitats tímbriques i harmòniques de la música barroca del seu temps. Després d'ell, la música va prendre una altra direcció. És potser per això que s'explica que Mozart, uns cinquanta anys després de la mort de Bach, va visitar Leipzig. Van mostrar-li un motet de Bach i va exclamar: Per fi he trobat la manera d'aprendre coses noves!
La grandesa i l'originalitat de la música de Bach provenen de la manera com fa servir el coral del temps de Martí Luter, de les variacions, de la fuga i dels famosos oratoris i passions (de sant Joan i de sant Mateu).

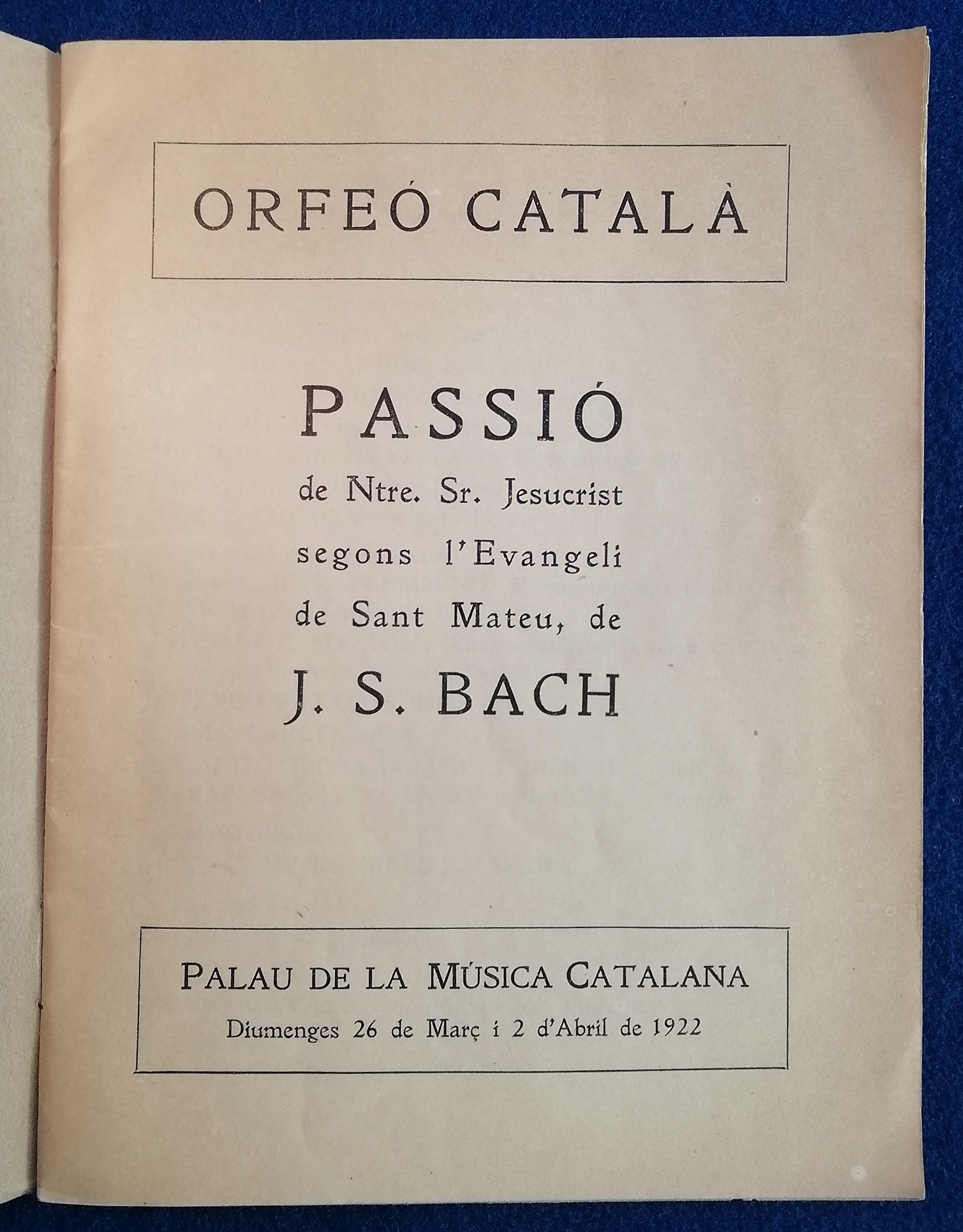
Programa de mà de la Passió segons Sant Mateu en dos concerts de l'any 1922

La seva obra conservada va ser catalogada per Wolfgang Schmieder en el seu monumental Bach Werke Verzeichnis (BWV). Aquest Compendi de les obres de Bach abasta 1.127 obres, de les quals les més destacades són:
- Cantates religioses BWV 4, BWV 11, BWV 51, BWV 54, BWV 80, BWV 106, BWV 140, BWV 147
- Cantates profanes o "Dramma per musica" BWV 208, BWV 211 i la BWV 212.
- Motets (BWV 225-230)
- Magníficat BWV 243 (1733)
- Passió segons sant Mateu, BWV 244 (1727)
- Passió segons sant Joan, BWV 245 (1724)
- Passió segons sant Lluc, BWV 246 (1730) (espúria)
- Passió segons sant Marc, BWV 247 (1731) (perduda)
- Missa en si menor, BWV 232 (acabada el 1749)
- Oratori de Nadal BWV 248 (1734)
- Oratori de Pasqua BWV 249 (1725)
- Trio-sonates per a orgue, BWV 525-530 (1727)
- Tocates, preludis i fuges, BWV 542, 543, 564, 564 i 582
- Invencions i simfonies, BWV 772-801
- Suites angleses, BWV 806-811
- Suites franceses, BWV 812-817
- Partites per a teclat, BWV 825-830
- El clavecí ben temprat, BWV 846-893 (1722-1744)
- Concert italià, BWV 971 (1735)
- Variacions Goldberg, BWV 988 (1742)
- Partites i sonates per a violí sol, BWV 1001-1006 (1720)
- Suites per a violoncel sol, BWV 1007-1012
- Partita per a flauta sol, BWV 1013
- Obres per a violí i clavecí/baix continu, BWV 1014-1026
- Sonates per a viola da gamba i clavecí, BWV 1027-1029
- Sonates per a flauta i clavecí/baix continu, BWV 1030-1035
- Concerts per a violí, BWV 1041-1045
- Concerts de Brandenburg, BWV 1046-1051 (1721)
- Concerts per a clavecí, BWV 1052-1065
- Suites orquestrals, BWV 1066-1069
- Ofrena musical BWV 1079 (1747)
- L'art de la fuga BWV 1080 (1749-1750)

També en feu una magnífica digitació i anotació de les obres de Bach, el musicòleg italià Bruno Mugellini (1871-1912).

### L'obra vocal
La música vocal de Bach que ens ha arribat intacta es manifesta en 525 peces, de les quals 482 s'han conservat completes. La conformen: 
- 224 cantates - Consulteu la llista de cantates de Johann Sebastian Bach
- 10 misses
- 7 motets
- 3 oratoris
- 188 corals
- 4 lieders
- 1 quòdlibet
- 58 càntics espirituals

Tota la seva música vocal és religiosa —només 24 cantates, 4 lieders i 1 quòdlibet són profans— i està composta en el si de l'església luterana alemanya.
La gran majoria de la música vocal està composta a Leipzig, entre els anys 1723 i 1741.

### Influències
La música del cantor té múltiples influències que procedeixen de compositors alemanys, francesos i italians del segle xvii i principis del xviii. Els que varen influir principalment en la seva obra, es divideixen en cinc grans blocs nacionals: 
- Músics d'Alemanya central:

Johann Christoph Bach, Johann Pachelbel, Johann Kuhnau, Johann Ludwig Bach, Johann Gottfried Walther, Johann Georg Pisendel, Silvius Leopold Weiss, Johann Friedrich Fasch
- Músics d'Alemanya del Nord:

Johann Adam Reincken, Dietrich Buxtehude, Nicolaus Bruhns, Georg Böhm, Julius Heinrich Spengel
- Músics d'Alemanya del Sud:

Johann Jakob Froberger, Johann Caspar Kerll, Johann Caspar Ferdinand Fischer, Johann Joseph Fux
- Músics italians:

Giovanni Pierluigi da Palestrina, Girolamo Frescobaldi, Arcangelo Corelli, Giovanni Legrenzi, Giovanni Bassani, Giuseppe Torelli, Alessandro Marcello, Tomaso Giovanni Albinoni, Antonio Vivaldi, Benedetto Marcello, Nicola Antonio Porpora, Francesco Durante, Giovanni Alberto Ristori, Giovanni Battista Pergolesi
- Músics francesos:

André Raison, François Dieupart, François Couperin, Louis Marchand, Nicolas de Grigny
En vida, Bach s'interessava, estudiava i s'influenciava per compositors contemporanis, tenint amb molts d'ells relacions personals directes. Entre els quals, cal mencionar Jan Dismas Zelenka, Johann Mattheson, Georg Philipp Telemann, Reinhard Keiser i Georg Friedrich Händel.

## Fragments seleccionats
- Concert de Brandenburg núm. 4 BWV 1049 - I. Allegro) (?·pàg.).
- Cantata BWV 140 (duet) (?·pàg.).

## Discografia seleccionada
- Edicions completes
  - Bach 2000, 153 CDS. Teldec (2000).
  - Bach edition Bachakademie, 172 Cds. Hanssler (2000).
- Música vocal:
  - Cantates
    - Die Kantatewerke, 60 CDS. Teldec (1971-1989).
    - Cantantes of J. S. Bach, 69 CDS. Hanssler (1969-1985).
- Música per a orgue
  - J. S. Bach L'Œuvre d'orgue, 12 CDS. Harmonia Mundi (1970).
- Música de cambra
  - La musique de camere, 3 CDS. Archiv (1978-1983).